# Jürgen Untermann
Jürgen Untermann (* 24. Oktober 1928 in Rheinfelden (Baden); † 7. Februar 2013 in Brauweiler) war ein deutscher Indogermanischer Sprachwissenschaftler und Epigraphiker sowie ordentlicher Professor für Vergleichende Sprachwissenschaft.

## Leben und Werk
Untermann studierte bei Hans Krahe und Ulrich Schmoll in Frankfurt am Main und in Tübingen, wo er 1954 zum Dr. phil. promoviert wurde. Er habilitierte sich dort 1959 und wurde 1960 Privatdozent an der Universität Tübingen. 1962 forschte er an spanischen Universitäten zu den Monumenta Linguarum Hispanicarum, auch bei Antonio Tovar. Von 1965 bis zu seiner Emeritierung 1993 lehrte er als ordentlicher Professor für  Indogermanische Sprachwissenschaft (Historische Linguistik) an der Universität zu Köln und lebte in Pulheim. Sein Hauptforschungsfeld waren die nur fragmentarisch erhaltenen italischen und altspanischen „Trümmersprachen“. Insbesondere auf dem Gebiet der iberischen Sprache galt Untermann als höchste wissenschaftliche Autorität. Von besonderer Bedeutung sind seine Edition paläohispanischer Inschriften (Monumenta Linguarum Hispanicarum, begründet von Emil Hübner) sowie die von ihm erstellte Systematisierung der iberischen Onomastik.
Untermann war ab 1979 ordentliches Mitglied des Deutschen Archäologischen Instituts; ab 1977 war er Ordentliches Mitglied der Rheinisch-Westfälischen Akademie der Wissenschaften, 1978 Premio Javier Conde Garriga Asoc. Numismática Española, 1982 Socio straniero dell’ Istituto di Studi Etruschi (Florenz). Er war Ehrendoktor der Universitäten Salamanca (1992), Coimbra und Santiago de Compostela. 2010 erhielt er den Kulturpreis des Internationalen Preises der Provinz Navarra Príncipe de Viana.
Sein Sohn ist der Kunsthistoriker Matthias Untermann.

## Publikationen  (Auswahl)
- Der Wortschatz des Cippus Abellanus und der Tabula Bantina. Studien zur Stellung und Geschichte des Oskisch-Umbrischen. Dissertation, Tübingen 1954
- Die venetischen Personennamen. Wiesbaden 1961
- Sprachräume und Sprachbewegungen im vorrömischen Hispanien. Wiesbaden 1961
- Elementos de un atlas antroponímico de la Hispania Antigua. Madrid 1965
- Monumenta Linguarum Hispanicarum.
  - Bd. 1: Die Münzlegenden. Wiesbaden 1975
  - Bd. 2: Die Inschriften in iberischer Schrift aus Südfrankreich. Wiesbaden 1980
  - Bd. 3: Die iberischen Inschriften aus Spanien. Wiesbaden 1990
  - Bd. 4: Die tartessischen, keltiberischen und lusitanischen Inschriften. Wiesbaden 1997
- mit Günter Neumann (Hrsg.): Die Sprachen im römischen Reich der Kaiserzeit. Kolloquium vom 8. bis 10. April 1974. (= Bonner Jahrbücher. Beihefte Band 40). Rheinland-Verlag, Köln 1980, ISBN 3-7927-0431-5.
- Wörterbuch des Oskisch-Umbrischen. Winter, Heidelberg 2000, ISBN 978-3-8253-0963-3.